# Indoribates javanus
Indoribates javanus är en kvalsterart som först beskrevs av Sandór Mahunka 1977.  Indoribates javanus ingår i släktet Indoribates och familjen Haplozetidae. Inga underarter finns listade i Catalogue of Life.